# Anathallis holstii
Anathallis holstii är en orkidéart som först beskrevs av Germán Carnevali och Ivón Mercedes Ramírez Morillo, och fick sitt nu gällande namn av Carlyle August Luer. Anathallis holstii ingår i släktet Anathallis och familjen orkidéer. Inga underarter finns listade i Catalogue of Life.